# ガストン・ド・フォワ (ヌムール公)
ガストン・ド・フォワ（Gaston de Foix, 1489年12月10日 - 1512年4月11日）は、16世紀初頭のフランスの将軍でヌムール公。「イタリアの雷」（le foudre d'Italie）と呼ばれた。父はフォワ伯ガストン4世とナバラ女王レオノールの息子ナルボンヌ子爵ジャン・ド・フォワで、母はオルレアン公シャルルの娘でフランス王ルイ12世の姉のマリー・ドルレアンである。姉ジェルメーヌはアラゴン王フェルナンド2世の2番目の王妃となっている。

## 生涯
国王ルイ12世の甥であり、また王妃アンヌ・ド・ブルターニュの従弟でもあったガストンは、1511年に21歳の若さでフランス軍の総司令官となり、カンブレー同盟戦争（広義のイタリア戦争）で活躍した。勇猛果敢な戦いぶりでフランス軍に数々の戦勝をもたらしたが、1512年4月11日にラヴェンナの戦いで戦死した。フランス軍は戦闘には勝利したものの、総司令官の戦死によって士気が下がり、この勝利を戦略的に有効活用できないまま、結果的に退却を余儀なくされた。

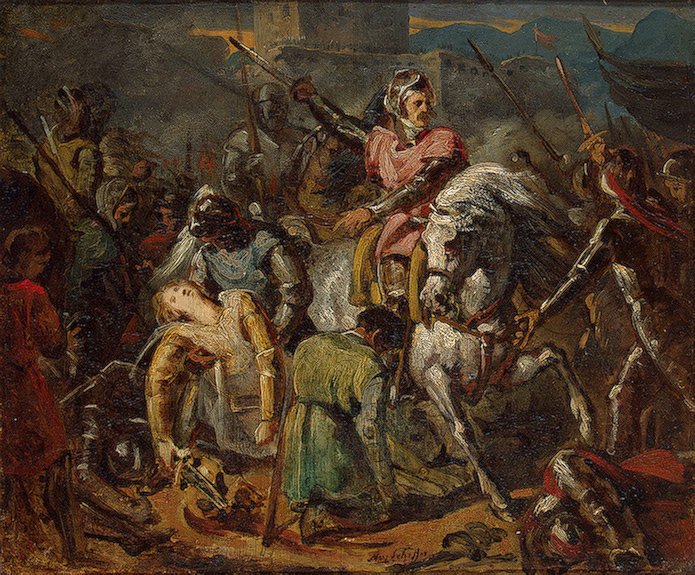
ラヴェンナの戦いにおけるガストン・ド・フォワの死（アリ・シェフェール作、1824年、エルミタージュ美術館）